# Ravinia advena
Ravinia advena är en tvåvingeart som först beskrevs av Walker 1853.  Ravinia advena ingår i släktet Ravinia och familjen köttflugor. Inga underarter finns listade i Catalogue of Life.